# 山田吉利
山田 吉利（やまだ よしとし、文化10年（1813年） - 明治17年（1884年）12月29日）は、7代山田朝右衛門として江戸時代に公儀御様御用を務めていた剣客である。諱は勝興寺の墓誌には吉年とある。旧名は後藤五三郎、山田家に養子入りして改名した。雅号を和水と称した。

## 概要
吉利は備中新見藩の藩士、後藤五左衛門の次男であった。山田朝右衛門の襲名は、先代の出家が1847年であることからそれ以前であろうと推定されている。
吉利は据物斬り以外にも刀剣鑑定に優れ、公儀御用のほかに御三家御用、さらには公儀腰物拝見役を拝命した。歴代の山田浅（朝）右衛門は刀の試し斬りを行ったことから刀剣鑑定も行っていたが、これは異例の抜擢であった。吉利は家譜（「源姓山田家系譜」という）に「先祖に先例なき特典なり」と割り注を入れている。また、吉利はこれに伴う扶持米を「先祖より浪人の分にて」として辞退している。
1868年5月27日、吉利は市政裁判所から「市政裁判所附」を命じられ、翌1869年には山田家伝来の名刀「備前長船景光」（通称：小竜景光）を宮内省に献上した。宮内省は奇特な行為として500円を下賜したが、これを明治天皇による買い上げと見る説もある。
1869年、吉利は家を長男の浅雄（山田吉豊）に譲り、隠居して麹町平河町（現、千代田区）2丁目の本宅から同8丁目清水谷上の隠宅へ移った。歴代の山田浅（朝）右衛門家当主は、死刑執行人としての家業を子に継がせることを嫌悪し、弟子の中から養子をとっており、実子に家を継がせたのは唯一の例である。
1870年4月15日、政府は山田家家伝の製薬の「山田丸」（浅右衛門丸・人丹などとも称する）など、人間の肝臓や脳などを材料とした薬の販売を禁止した。
1872年の壬申戸籍編成に際し、吉利は隠居のまま一家を新たに興し、販売禁止の製薬「山田丸」のみを吉利の家へと分け、山田家本家から「山田丸」を分離させた。なお、麹町区の「除籍簿」（58号）には「平民」とある。
吉利の墓は勝興寺（新宿区須賀町8番地）と正源寺（港区白金2丁目7番19号）とにある。これは吉利が養子であり、遺言で葬式は勝興寺、屍は正源寺としたためである。正源寺は実家の後藤家の菩提寺であった。勝興寺の墓誌には「明治十七年十二月二十九日、天寿院慶心和水居士、第七世山田朝右衛門吉年、行年七十有二歳」とある。

## 関連作品
テレビドラマ
- 『花燃ゆ』（2015年、NHK大河ドラマ、演：松本真司）